# Bridgeman Island
Bridgeman Island, auch Bridgeman’s Island, Bridgman Island oder Helena Island genannt, ist eine Vulkaninsel der Südlichen Shetlandinseln.
Die Insel liegt vergleichsweise isoliert rund 37 km östlich von King George Island. Sie hat Abmessungen von 600 × 900 Metern und erreicht eine Höhe von 240 Metern über dem Meer. Der Name etablierte sich im Jahre 1820. Als Edward Bransfield die Insel am 22. Januar entdeckte, benannte er sie nach einem Kapitän und späteren Vizeadmiral der Britischen Marine, Charles Orlando Bridgeman (1791–1860).
Bridgeman Island ist der inaktive Überrest eines einst viel größeren, stark erodierten und weitgehend im Meer versunkenen Schichtvulkans, der keinerlei Anzeichen von Aktivitäten in jüngerer Zeit aufweist. Berichten aus dem 19. Jahrhundert über vulkanische Aktivitäten (Fumarolen) liegt womöglich eine Verwechslung mit der viel jüngeren Penguin Island zugrunde.